# 笋溪河
笋溪河，是中国长江流域的一条河流，汇入綦江，属于綦江水系。河长120千米，流域面积1230平方千米，多年平均流量17立方米每秒。自然落差1123米。水能理论蕴藏量5万千瓦。